# Chloraea multilineolata
Chloraea multilineolata és una espècie d'orquídia nativa del Perú que es considerava extingida i n'era coneguda únicament pel material tipus col·lectat l'any 1939.

## Descripció
Chloraea multilineolata és una planta herbàcia perenne, geòfita i rizomatosa. Desenvolupa una tija de fulla erecta, corpulenta, lleugerament flexible, frondosa que porta una mida ovada, que disminueix gradualment de mida cap a l'àpex, acuminat, amb fulles esteses que floreixen en una inflorescència terminal, erecta, d'onze flors de color groguenc.

## Distribució i hàbitat
Chloraea multilineolata va ser redescoberta després de quasi 80 anys a les regions peruanes de Ayacucho. Cuzco i Apurímac a les valls interandins secs.
Creix en àrees amb una pendent forta dominat per afloraments rocosos en boscos estacionalment secs interandins i matollar andí.

## Estat de conservació
D'acord a l'hàbitat que n'ocupa, aquesta espècie es troba amenaçada.

## Taxonomia
Chloraea multilineolata va ser descrita per Charles Schweinfurth i publicat a Botanical Museum Leaflets 9: 57, a l'any 1941.
Etimologia
Chloraea: nom genèric que ve del grec Chloros = "verd", en al·lusió al color de les seves flors.
multilineolata: epítet llatí que significa "amb moltes línies".